# Friederike Brun
Friederike Brun, née Friederike Sophie Christiane Münther le 3 juin 1765 à Tonna, en duché de Saxe-Gotha-Altenbourg, et morte le 25 mars 1835 à Copenhague (Danemark), est une écrivaine et salonnière danoise.

## Biographie
Fille du prédicateur Balthasar Münter et sœur du futur évêque de Copenhague, elle n'a que cinq ans lorsque sa famille déménage dans la capitale danoise où elle grandit et fait des études. Par l'entremise de son père, elle rencontre des écrivains célèbres, tels les poètes Friedrich Gottlieb Klopstock et Johannes Ewald, ainsi que des aristocrates, comme les frères Stolberg : le comte Christian et le comte Friedrich Leopold. Ce milieu cultivé et les encouragements de son père favorisent le penchant de la jeune femme pour la poésie et, en 1782, elle publie un journal de voyage. Dès lors, ces deux genres littéraires demeurent les deux piliers de son œuvre. 
En 1783, elle épouse le riche commerçant et conseiller de la légation danoise Constantin Brun qui, peu après, est nommé consul à Saint-Pétersbourg. Un an plus tard, le couple est toutefois rentré à Copenhague. Or, les grands moyens financiers de son mari permettent à la jeune épouse de voyager fréquemment, souvent en compagnie de Louisa d'Anhalt-Dessau (épouse de Léopold III d'Anhalt-Dessau) et du poète Friedrich von Matthisson. Les étapes de  ses pérégrinations à travers l'Europe lui permettent de rencontrer et d'entretenir une correspondance avec les grands intellectuels et poètes d'Allemagne, dont Johann Wolfgang von Goethe, Friedrich Schiller, August Wilhelm Schlegel, Johann Gottfried Herder et Wilhelm Grimm. Elle noue également une étroite amitié avec Germaine de Staël. Elle séjourne aussi en Italie et, à plusieurs reprises, en Suisse, chez son ami Charles Victor de Bonstetten.
En 1788, elle ouvre un salon, inspiré de ceux de Madame de Staël au Château de Coppet, qui se tient l'hiver à Copenhaghe et l'été à Frederiksdal (aujourd'hui Narsarmijit). Pendant le très rigoureux hiver 1788-1789, elle perd l'ouïe définitivement. Sans se laisser abattre, elle continue de tenir salon, assume ses fonctions de femme au foyer et de mère, en plus de se consacrer à l'écriture plus sérieusement que jamais. Ses premiers poèmes paraissent à partir de 1790, d'abord dans des almanachs, puis dans des revues et journaux : Friedrich Schiller en fait publier certains dans le journal Die Horen. 
Jusqu'à sa mort, elle édifie, année après année, une imposante œuvre poétique, de facture typique du rousseauisme : idées fraîches et naïves, de la grâce et de l’harmonie. Quoique portée aux nues par ses nombreux amis, elle appartenait déjà, pour la génération romantique, à l’ancienne école : Ludwig Tieck l'a tournée en dérision dans une satire, Zerbino, ou le Voyage au bon goût, où il raille d'autres  célébrités littéraires de son temps.

## Œuvre
- Gedichte (1782)
- Tagebuch meiner ersten Reise (1782)
- Gedichte (1795)
- Tagebuch über Rom (1795-1796)
- Prosaische Schriften (1799-1801), 4 volumes
- Orell, Füssli und Compagnie (1800), 2 volumes
- Tagebuch einer Reise durch die östliche, südliche und italienische Schweiz (1800)
- Episoden aus Reisen (1806-1818), 4 volumes
- Briefe aus Rom (1808-1810)
- Wahrheit aus Morgenträume (1810-1824)
- Neue Gedichte (1812)
- Neueste Gedichte (1820)
- Idas ästhetische Enticklung (1824)
- Briefe, Artiklen, Breiträge. Hören; Musenalmanach; Tris, Nytaarsgave for Dame; Minerva; Tilskueren. Römisches Leben (1833), 4 volumes

## Œuvres traduites en français
- Les poèmes « Je pense à toi » (« Ich Denke Dein »)  et « Épitaphe pour Georg Forster » ( « Grabschrift auf Georg Forster ») dans Anthologie bilingue de la poésie allemande, Paris, Gallimard, coll. « Bibliothèque de la Pléiade » no 401, 1993, p. 354-357  (ISBN 2-07-011330-2)
- Lettres de Rome, 1808-1810 : la Rome pontificale sous l'occupation napoléonienne, traduit par Hélène Risch et revue par Ségolène Plyer et Aude Therstappe, Strasbourg, Presses universitaires de Strasbourg, coll. « Écrits des femmes », 2014  (ISBN 978-2-86820-585-8)